# Adoptio

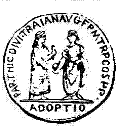
Moneta upamiętniająca adopcję cesarza Hadriana przez Trajana

Adoptio (łac. przysposobienie) – w prawie rzymskim jeden ze sposobów (obok arrogacji) przyjęcia osoby obcej do rodziny i pod władzę ojcowską (patria potestas).
Adopcja następowała w drodze czynności prawnej między dotychczasowym pater familias a adoptującym, powodującej zerwanie więzi rodzinnych przysposabianego z dotychczasową rodziną (agnacyjną) oraz wyjście spod władzy dotychczasowego ojca. Władzę ojcowską uzyskiwał wówczas przysposabiający. Stosunki między przysposabiającym a przysposabianym ukształtowane były na podobieństwo relacji między naturalnym ojcem a dzieckiem, w myśl zasady adoptio naturam imitatur.
W ten sposób – poprzez adopcję – można było przysposabiać osoby alieni iuris, bez względu na płeć i wiek. Adopcja powodowała względem tych osób capitis deminutio minima. Adoptowany posiadał takie same prawa i obowiązki jak filius familias.

## Przebieg adopcji w prawie przedjustyniańskim
W celu dokonania przysposobienia wykorzystywano instytucje przewidziane w ustawie XII tablic. Najpierw emancypacyjnie znoszono władzę dotychczasowego ojca w drodze trzykrotnej mancypacji. Następnie przysposabiany oddawany był pod patria potestas adoptującego w drodze pozornego procesu windykacyjnego (in iure cessio).
Adoptowany tracił prawo do spadku po dotychczasowym ojcu.

## Adopcja w prawie justyniańskim
W Kodeksie Justyniana, wobec ostatecznego zniesienia mancypacji i in iure cessio, przebieg adopcji uległ radykalnemu uproszczeniu. Odbywała się ona przed sądem w obecności obydwu ojców oraz adoptowanego. Ojcowie składali oświadczenia w sprawie adopcji, zaś samo dziecko mogło się jej sprzeciwić.
Ponadto wprowadzono podział adopcji na pełną i niepełną:
- adoptio plena (adopcja pełna) – zachodziła, gdy adoptującym był krewny wstępny dziecka. Skutkowała ona przejściem pod pełnię władzy adoptującego i do jego rodziny;
- adoptio minus plena (adopcja niepełna) – zachodziła, gdy adoptującym była osoba obca (pater adoptivus extraneus). Nie powodowała ona przejścia pod władzę adoptującego a jedynie możliwość dziedziczenia beztestamentowego po nim.